# Stenodynerus tokyanus
Stenodynerus tokyanus är en stekelart som först beskrevs av Kostylev 1940.  Stenodynerus tokyanus ingår i släktet smalgetingar, och familjen Eumenidae. Utöver nominatformen finns också underarten S. t. flavoscutellatus.